# Dasyatis multispinosa
Dasyatis multispinosa es una especie de pez de la familia Dasyatidae en el orden de los Rajiformes.

## Reproducción
Es ovíparo.

## Hábitat
Es un pez de mar y de aguas profundas.

## Distribución geográfica
Se encuentra en el Océano Pacífico noroccidental: el Mar del Japón.

## Observaciones
Es inofensivo para los humanos.